# Elachista zeta
Elachista zeta é uma espécie de insetos lepidópteros, mais especificamente de traças, pertencente à família Elachistidae. Foi descrita por Lauri Kaila em 2011. É encontrada na Austrália, no estado de Nova Gales do Sul.
A envergadura dos espécimes machos é de cerca de 6,7 milímetros.